# Museo delle civiltà nere
Il Museo delle civiltà nere (in francese Musée des civilisations noires e in inglese Museum of Black Civilizations) è un museo statale, inaugurato a Dakar il 6 dicembre 2018, che raccoglie le testimonianze, soprattutto artistiche, della cultura africana dalla preistoria al tempo presente. È tra i più grandi al mondo legati all’Africa e alla sua “diaspora”, ovvero alla dispersione di reperti nei musei di altri continenti dovuta anche, ma non solo, al colonialismo, e può ospitare - secondo le stime del progetto - fino a 18.000 opere. Tra gli scopi del museo, infatti, vi è quello di ricostruire i tasselli dell’identità africana e affrancare i popoli africani dal complesso di inferiorità nei confronti dei colonizzatori.

## Storia
L’idea di costruire a Dakar un museo che raccogliesse reperti provenienti da tutta l’Africa risale all’aprile del 1966, quando il primo presidente del Senegal, Léopold Sédar Senghor, proclamò davanti all’Assemblea Nazionale di Dakar che il Senegal sarebbe stato “la capitale temporanea delle civiltà nere”, in linea con i princìpi della negritudine. In quello stesso anno si svolse a Dakar la prima edizione del Festival mondial des arts nègres, ma i lavori per la costruzione del museo non furono avviati.
Cinquantadue anni dopo, nel 2011, il presidente Abdoulaye Wade pose la prima pietra del progetto, mentre i lavori veri e propri iniziarono nel 2013 sotto la presidenza di Macky Sall, grazie anche a un finanziamento di 34,6 milioni di dollari ricevuto dalla Cina. Il museo è stato inaugurato il 6 dicembre 2018 dal presidente in persona.

## Descrizione
Il museo ha una forma a disco, ispirata alle mura circolari di Grande Zimbabwe, un’antica città, spesso collegata dagli archeologi all’impero di Monomotapa di etnia shona, le cui rovine sono Patrimonio dell'umanità dell'UNESCO dal 1986. L’edificio ha superficie di 14.000m² e si articola su quattro piani attraversati da grandi nervature di rame. Attorno all’atrio corre una passerella inclinata, per richiamare le case tipiche della Casamance coi tetti aperti per raccogliere la pioggia.